# Jim Crockett (imprenditore 1909)
Jim Crockett senior, all'anagrafe James Allen Crockett (Bristol, 2 giugno 1909 – 1º aprile 1973) è stato un imprenditore e promoter di wrestling statunitense.
Soprannominato colloquialmente "Big Jim", è stato il fondatore della Jim Crockett Promotions. Fu il padre di Jim Crockett junior. 
Nel 2015 è stato ammesso nella Professional Wrestling Hall of Fame and Museum, mentre nel 2019 è entrato a far parte della Wrestling Observer Newsletter Hall of Fame.

## Premi e riconoscimenti
- Professional Wrestling Hall of Fame
  - Classe del 2015[1]
- Wrestling Observer Newsletter
  - Wrestling Observer Newsletter Hall of Fame (Classe del 2019)[2]